# Sawa (Tichomirow)
Sawa, imię świeckie Iwan Michajłowicz Tichomirow (ur. 3 marca?/15 marca 1819 w Palechu, zm. 6 października?/18 października 1896) – rosyjski biskup prawosławny.

## Życiorys
Urodził się w ubogiej wiejskiej rodzinie, jego ojciec zmarł przed jego przyjściem na świat. Matka zamieszkała u brata, prawosławnego diakona. W wieku jedenastu lat również ona zmarła. Mimo tego zdołał ukończyć niższą szkołę duchowną i seminarium duchowne. 18 stycznia 1842, po wcześniejszym zawarciu związku małżeńskiego, został wyświęcony na diakona, zaś 25 stycznia – na kapłana. Pracę duszpasterską podjął w soborze Przemienienia Pańskiego w Muromie. W 1844 zmarł jego jedyny syn, zaś w 1845 – także żona. W 1846 podjął studia teologiczne w Moskiewskiej Akademii Duchownej. 1 października 1848 w akademickiej cerkwi Opieki Matki Bożej złożył wieczyste śluby mnisze przed rektorem Akademii, archimandrytą Aleksym. W 1850 ukończył studia z tytułem magistra nauk teologicznych. Na mocy decyzji metropolity moskiewskiego Filareta został kierownikiem zakrystii i biblioteki synodalnej. W 1855 otrzymał godność archimandryty. W 1859 został rektorem seminarium duchownego w Moskwie, zaś w 1861 – Moskiewskiej Akademii Duchownej.
4 listopada 1862 przyjął chirotonię biskupią z tytułem biskupa możajskiego, wikariusza eparchii moskiewskiej. W charakterze konsekratorów wystąpili arcybiskup Eugeniusz (Kazancew), biskup Nikander (z Patriarchatu Aleksandryjskiego) oraz biskup Leonid (Krasnopiewkow). W 1866 został biskupem połockim. W 1874 przeniesiony na katedrę charkowską, następnie w 1879 – na twerską i kaszyńską. W 1880 mianowany arcybiskupem. W 1894 otrzymał tytuł naukowy doktora teologii ze specjalnością: historia Cerkwi. Zmarł w 1896.
Autor katalogu zawartości synodalnej zakrystii i biblioteki, wydawca dzieł metropolity moskiewskiego Filareta, wspomnień o biskupie Leonidzie (Krasnopiewkowie), szeregu artykułów publikowanych w piśmie Bogosłowski Wiestnik, autobiografii.